# Фасціолопсидоз
Фасціолопсидоз (англ. Fasciolopsiasis) — зоонозний біогельмінтоз, що перебігає з ураженням тонкої кишки та симптомами інтоксикації.

## Історичні відомості
Англійський хірург Джордж Буск у 1843 році під час розтину виявив 14 гельмінтів у дванадцятипалій кишці моряка зі сходу Індії. Однак про відкриття статтю не опублікував. У 1852 році про цей факт коротко написав у «Хворобах печінки» Джордж Бадд. У 1857 році у своєму творі про паразитів тварин та овочів Е. Р. Ланкестер послався на факт відкриття та назвав збудника згідно з цим Distoma Buskii. Однак Буск цьому заперечив і запропонував назву Distoma crassum, яка була прийнята в наступних публікаціях. Суперечка невдовзі виникла через те, що назва D. crassum вже було використано в 1836 році для опису іншого паразита. у 1874 році місіонер та його дружина, які проживали в Китаї, консультувалися з англійським лікарем щодо постійної діареї і без успіху лікували від різних відомих на той час захворювань. Врешті-решт, 12 хробаків знайдено в їхніх випорожненнях та показані Буску, який одразу визнав їх приналежними до того виду, який він описав раніше. 1902 року Однер дослідив гельмінтів, знайдених у китайського хлопця, і вдосконалив опис, відніс їх до роду Fasciolopsis (від лат. Fasciola — «філе» та грец. opsis — «що нагадує»). Він зрештою назвав гельмінта Fasciolopsis buski. Зрештою 1919 року К. В. Годдард у Християнській лікарні в Шаосінгу, Китай, вивчив понад 400 зразків гельмінтів і показав їх ідентичність F. buski.

## Актуальність
Хвороба поширена переважно в азійських країнах, переважно в Китаї (особливо в Гонконзі), Індії, Таїланді, Лаосі, Малайзії, Індонезії, В'єтнамі, Камбоджі, Бангладеш. Збудник має до 60 % поширеність у деяких районах Південної та Східної Індії та материкового Китаю і, за деякими оцінками, ним заражено до 10 мільйонів людей. Багато випадків є безсимптомними, проте частими є тяжкі випадки із сотнями чи тисячами гельмінтів у кишечнику, коли з'являється біль у животі та діарея.

## Етіологія

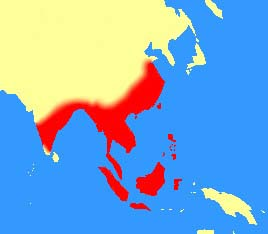
Карта поширення Fasciolopsis buski у Південно-Східній Азії станом на 2006 рік

Збудником фасціолопсидозу є одна з найбільших за розмірами людських трематод — Fasciolopsis buski. Відомий також як «гігантський кишковий двовустець» (англ. giant intestinal fluke) та «імбирний гельмінт» (англ. ginger worm). Дорослі особини гермафродити (жіночі органи знаходяться в передній половині, а чоловічі — в задній), язикоподібної форми, 15–50 мм завдовжки і 8,5–20 мм завширшки, червоно-оранжевого забарвлення. Мають тонку прозору оболонку. Оральна присоска на 1/4 розміру менше від розташованої поблизу вентральної присоски. У дорослої особини є пара нерозгалужених кишківників.

## Епідеміологічні особливості
Життєвий цикл фасціолопсидозу включає зміну трьох хазяїв. Остаточні — людина та свині (деякі науковці вважають резервуарами ще котів, собак та кролів, хоча це не є повністю обґрунтованим). Заражені особини виділяють яйця паразита з фекаліями. Потрапивши до прісноводної водойми, через 2–3 тижні з яєць виходять війчасті личинки — мірацидії. Подальший розвиток відбувається в молюсках роду Segmentia (Segmentina nitidella, Segmentina hemisphaerula), Hippeutis (Hippeutis schmackerie), Gyraulus, Lymnaea, Pila, Planorbis (Indoplanorbis), де йде їхнє безстатеве розмноження з утворенням церкаріїв. Плаваючи у воді, останні прикріплюються до водної рослинності і перетворюються на інвазивні форми — адолескарії. Весь цикл розвитку збудника у воді займає 90–95 діб, на рослинах і у вологому ґрунті адолескарії зберігаються до 2 років (при висиханні швидко гинуть). Остаточні хазяї заражаються фасціолопсидами при поїданні водної рослинності, особливо водяних горіхів-чиліма (Eliocharis), рідше через водних гіацинта (Eichhornia), бамбука (Zizania), чашолістка (Trapa), яких люди очищають зубами, або при питті води зі стоячих водойм. Зараження найчастіше відбувається у дітей шкільного віку або в збіднілих районах з відсутністю належних санітарних систем. У бідних країнах Південно-Східної Азії сільськогосподарська та тваринницька діяльність тісно пов'язані, відбуваються на невеликих земельних ділянках. Багато фермерів, ймовірно, використовують кал свині як джерело дешевого добрива, що створює найкращі умови для передачі гельмінта в довкіллі.

## Патогенез
Проковтнуті личинки проникають у кишечник, де виростають у дорослих паразитів, що мешкають переважно у дванадцятипалій та тонкий кишці, спричинюють механічні травми кишечника, розвиток запалення і виразок, а, іноді, й крововиливи. Гельмінти здатні проникати у печінку і підшлункову залозу, що може призводити до дистрофічних змін у цих органах.

## Клінічні прояви
Інкубаційний період триває від кількох тижнів до 2-х місяців. У гострій стадії хвороби спостерігаються свербіж, сухість шкіри та слизових оболонок, гострий біль у животі, нудота, блювання, діарея до 5–6 разів на добу з виділенням смердючих випорожнень світло-жовтого забарвлення, що містять велику кількість неперетравленої їжі, яка свідчить про мальабсорбцію. При інтенсивній інвазії спостерігаються набряки обличчя, ніг, калитки, біль та різі при сечовипусканні. Сеча стає каламутною, часто зі смердючим запахом.
При хронічній формі фасціолопсидозу хворих турбує біль у животі, метеоризм, виснажлива некров'яниста діарея, що призводить до розвитку хронічного зневоднення, кахексії. Хворі постійно відчувають спрагу, голод, що не проходить після прийому їжі, виникає потреба з'їсти солодке. У пацієнтів є безсоння, виражена слабкість, в подальшому — апатія і байдужість. Може розвинутися набряково-асцитична форма хвороби з ознаками артеріальної гіпотензії, вираженою гіпопротеїнемією і анемією, що може привести до смерті.

## Діагностика
Діагностують звичайно на основі копроовоскопічного дослідження нативного мазка та використанні методу осадження, при цьому виявляються яйця Fasciolopsis buski з їхніми характерними формою і розмірами. При тяжких ураженнях в крові характерна еозинофілія.

## Лікування
Для лікування дорослим і дітям старше 4 років використовується празиквантел одноразово ввечері або тричі на день у дозі 0,02-0,025 г/кг ваги пацієнта. Таке лікування ефективне при ранніх стадіях або легкому перебігу. Випадки тяжкого перебігу важче піддаються лікуванню. Оксиклозанід, ніклозамід, гексахлорофен та нітроксиніл також високоефективні.

## Профілактика
Полягає в проведенні в ендемічних осередках масової дегельмінтизації хворих, охорони водойм від забруднення фекаліями, кип'ятіння води з відкритих водойм, що використовується для пиття і господарських потреб. Слід уникати використання незнезаражених фекалій як добрива. Бульби та плоди водяних рослин, що вживаються в їжу, підлягають ретельній термічній обробці. Зараження можна запобігти зануренням овочів у киплячу воду на кілька секунд, щоб знищити інвазивні метацеркарії.  Забороняється лущення сирих водних рослин зубами в ендемічних регіонах.